# 伦尼·伦纳德
伦尼·伦纳德（英語：Lenny Leonard）是美国动画片《辛普森一家》中的配角，由哈里·希勒配音，是卡尔·卡尔森最好的朋友，也是荷马·辛普森的朋友。他获得了物理学硕士学位，却经常以蓝领的形象出现。尽管经常出现在春田镇第一教堂中，他却是一名佛教徒。2014年，倫尼·倫納德 的名字在台灣配音版改為雷公。